# 艺术与语言

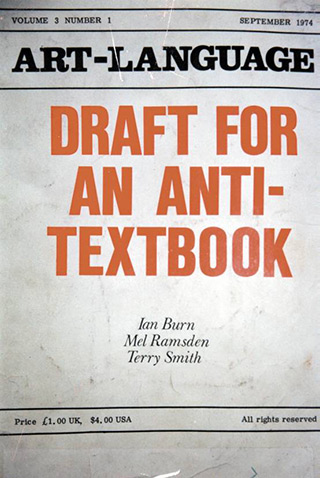
艺术与语言, 艺术-语言, 第3卷, 第1期, 1974年.

艺术与语言（英語：Art & Language）是英国的一个观念艺术家团体。
于1968年由特里·阿特金森（Terry Atkinson）、迈克尔·鲍德温（Michael Baldwin）、大卫·本布里奇（David Bainbridge）和哈罗德·哈瑞尔（Harold Hurrell）在英国创立。其首批作品创作于1965年，次年则推出了杂志《艺术-语言》（Art-Language，1969-1985）的创刊号。该刊物旨在探讨围绕着概念艺术所展开的各种理论问题，并成为小组创作的语言类作品所发表的主要渠道。这件“杂志”作品，对英美的观念艺术有着广泛而深刻的影响。

## 传记
在工党领导人哈罗德·威尔逊任英国首相期间的六十年代直到撒切尔夫人上台之前，英国舆论中出现关于艺术之本质的讨论。而后，四位学习艺术史课程的学生，特里·阿特金森、迈克尔·鲍德温、大卫·本布里奇和哈罗德·哈瑞尔创立了这个艺术团体，后来这个团体对大众于艺术之理解产生了重大影响。其首批作品创作于1965年，次年则推出了杂志《艺术-语言》(Art-Language)(1969-1985)的创刊号。该刊物旨在探讨围绕着概念艺术所展开的各种理论问题，并成为小组创作的语言类作品所发表的主要渠道。其他发表途径还包括期刊《分析艺术》（Analytical Art，1971-1972）、《福克斯》（The Fox，1965-1976）、《艺术-语言新编》（Art-Language New Series，1994-1999）。1969到1970年之间，梅尔·拉姆登（Mel Ramsden）、伊安·伯恩（Ian Burn）、约瑟夫·科苏斯（Joseph Kosuth）和查尔斯·哈里森（Charles Harrison）相继加入小组，在随后的几年间，有超过三十名的艺术家成为小组成员。
到上世纪七十年代初，艺术与语言小组已经扩展成为一个国际性的艺术家团队。在这段时间中，艺术与语言小组还吸纳了多位工作生活于纽约的成员参与，其中具有代表性的有迈克尔·克里斯（Michael  Corris）、安德鲁·梅纳德（Andrew Menard）、凯斯林·毕格罗（Kathryn Bigelow）和普利斯顿·席勒（Preston Heller）等人。

## 代表性作品

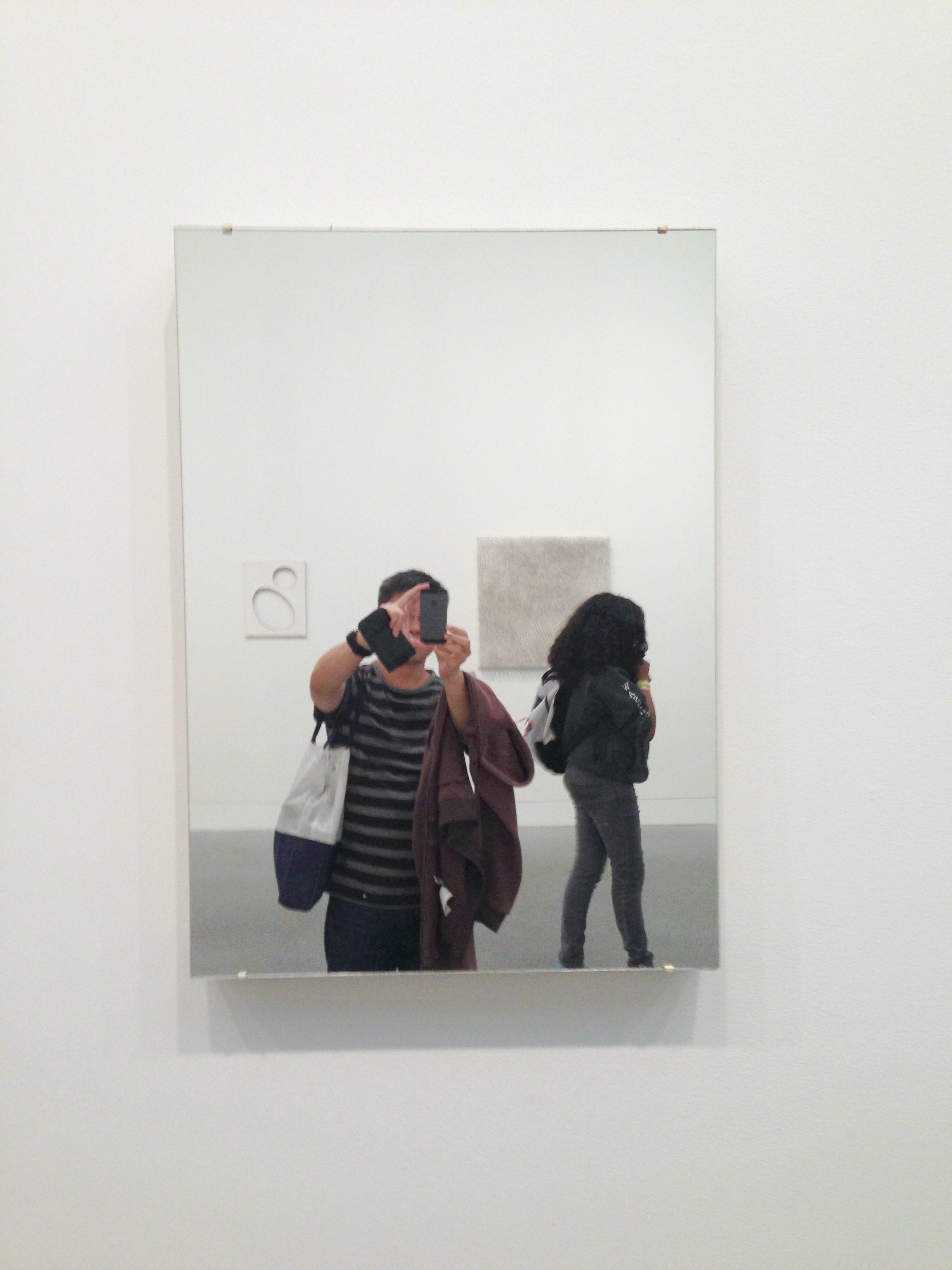
艺术与语言，《Untitled Painting》，1965年，泰特現代藝術館藏品。

自1977年起，艺术与语言开始在鲍德温和拉姆登的主导下进行创作，艺术与语言小组的作品常常具有争议，对它的成就并没有统一的解读。
艺术与语言小组的作品一直在质疑艺术作品的本质和其独立于其他艺术品的可能性。其作品的材质更是多种多样：手稿，打字稿，影像，照片，印刷文本，作品证书，行为艺术，还有手稿，油画和雕塑。他们的作品可以归纳为三个重要时期：
- 1965-1968 : 艺术组合创始初期，产生了对现代主义的批评意识，并且产生了把观众纳入到讨论艺术本质的对话中的愿望。
- 1969-1977 : 这个时期，其作品形式主要集中在文字上，以及文字的索引和展示方式的可能性上。这也是他们第一次和迷幻摇滚乐队Red Krayola（英语：Red Krayola）合作出版了音乐-语言唱片《Corrected Slogans》.
- 1977至今 : 在这个时期，可以把它看作是艺术与语言小组回归到经典活动，也就是说他们开始用比较传统的艺术手段来表达，比如油画，素描或者雕塑。但是他们与Red Crayola的合作依然以创作文稿的方式继续。在1998年，他们与德国的弗莱堡表演团队Jackson Pollock Bar以文稿和行为艺术的方式展开了新的合作。

### 《黑暗中的卫斯理街3号工作室》(The Studio at 3 Wesley Place in the Dark，1982年)
,这件展现了艺术与语言的工作室的样子，也含有各种关于艺术实践的概念。。

### 《组织的旗帜》（Four Flags For An Organisation，1978年）
这件作品包含了四种旗帜和四种海报。旗帜分别采用四种普通的色彩：黄色、蓝色、绿色、橙色。它们都带有同样的黑色徽章。这些色彩并不能马上唤起任何经典或宏大的政治热情（这里的蓝色并不是英国保守派标志性的蓝色，绿色也不是伊斯兰教标志性的绿色）。。

### 《镜子》 (Mirror Piece，1965年)
迈克尔·鲍德温（Michael Baldwin）创作这件作品不是绘画作品，而是展示不同数量的镜子，但这些镜子是对克莱门特·格林伯格理论提出的挑战。

## 批评与荣誉
1986年，艺术与语言获得了透纳奖提名。
1999年，这个艺术家组合的重要装置作品 《The Artist Out of Work》在纽约现代艺术博物馆的PS1分馆展出，展览的两位策展人迈克尔·克里斯和尼尔·鲍威尔选择这种“重新”收藏的方式来达到既全面展示这个艺术小组的表现手法的同时也展示了他们那些有争议的观点。这场展览是他们在继纽约皇后区美术馆修正主义的展览《全球观念主义：原点》（Global Conceptualism: Points of Origin）的延续。PS1的这场艺术与语言的展览，从客观的角度展览了“经典” 观念艺术的前情和继承，同时也强化了对1968年到1972年一些时间的泛大西洋话解读，而不是民族主义解读。杰瑞·索尔茨在他的艺术批评杂志中写道：四分之一个世纪前, 艺术与语言就与刚刚诞生的观念艺术建立了牢固的联系, 但随后的努力是如此的自给自足和默默无闻, 以至于他们的作品变得无关紧要。
特里·阿特金森、迈克尔·鲍德温署名艺术与语言的作品被纳入伦敦泰特美术馆的收藏展示中。艺术与语言在纽约期间的资料和手稿被保存在洛杉矶的盖蒂研究所。
2011年3月，菲利普·梅爱耶将其收藏的800件艺术与语言小组的作品出借给巴塞罗那当代艺术博物馆（MACBA）。
2016年3月，曼恩-卢瓦尔省地方秩序委员会将蒙索罗城堡租借给收藏家菲利普·梅爱耶，使他能向公众展示他以艺术语言的作品为主的丰富收藏。同时他在此创立了蒙索罗城堡-当代艺术博物馆。除了常设展览，这里还会定期组织其他的临时展览，公开课以及行为表演活动。

## 理论装置
艺术语言小组在1995年一月开始了第一次的合作。这次合作是在维也纳的Kunstraum美术馆，由社会问题研究院（德国）组织的《艺术&语言和尼克拉斯·卢曼》的论坛上促成。这个论坛邀请了诸如正在筹备第十届卡塞尔文献展的法国策展人凯瑟琳·戴维 (Catherine David）和奥地利艺术家兼策展人彼得·魏贝尔（Peter Weibel）等人。这三天的论坛，展示了令人难忘的艺术与语言小组令人难忘的第一件“理论装置”作品：由他们的文稿和德国的弗莱堡表演团队Jackson Pollock Bar的幕后配音组成。这个“理论装置”由五个德国演员分别饰演（杰克·双科夫，菲利普·加斯顿，阿罗德·罗森伯格，罗伯特·马瑟韦尔，艾德·莱因哈特）来进行关于《新观念》的讨论。这件作品的主旨存在于在表演过程中演员嘴唇的活动与播放提前录制好的对话无法完美的统一。从这个合作开始，艺术语言小组的每一次重要展览的开幕活动，都会邀请Jackson Pollock Bar组合来表演这个“理论装置”。

## 艺术与语言出版物
- 《艺术-语言》，第1卷，第1期，1969年； 第5卷，第3期 1985年。Art & Language Press，沃里克郡，英国。[18]
  - 第1卷: 第1期，The Journal of Conceptual Art，1969年5月；第2期，1970年2月；第3期，1970年6月；第4期，1971年11月。
  - 第2卷: 第1期，1972年； 第2期， 1972年夏季； 第3期，1973年九月；第4期， 1974年。
  - 第3卷: 第1期，1974年9月；第2期，1975年；第2a期，1975年；第3期，1976年；第4期，1976年。
  - 第4卷: 第1期，第2期，1977年；第3期，1978年；第4期，1980年。
  - 第5卷: 第1期，1982年；第2期，1984年3月；第3期，1985年3月。[19]
- 《Art−Language》，New Series，第1卷，第1期，1994年6月。
- 《Thee Fox》，第1期，第2期，1975年；第3期，1976年。Art & Language Foundation，纽约，1975/76。
- Paul Maenz（作者），Gerd de Vries（出版人）：《Art & Language》，DuMont Kunst-Praxis，科隆，1972。